# Choszczewka (Mława)
Pour les articles homonymes, voir Choszczewka.
Choszczewka (prononciation : [xɔʂˈt͡ʂɛfka]) est un village polonais de la gmina de Dzierzgowo dans le powiat de Mława de la voïvodie de Mazovie dans le centre-est de la Pologne.
Le village compte approximativement une population de 510 habitants en 2007.

## Histoire
De 1975 à 1998, le village appartenait administrativement à la voïvodie de Ciechanów.